# Анно-Мусиевка
Анно-Мусиевка (укр. Ганно-Мусіївка до 2016 года — Червоноармейское, укр. Червоноармійське) — село, Иверский сельский совет, Солонянский район, Днепропетровская область, Украина.
Код КОАТУУ — 1225083009. Население по переписи 2001 года составляло 270 человек.

## Географическое положение
Село Анно-Мусиевка находится в 3-х км от левого берега реки Базавлук, на расстоянии в 2 км от села Растанье и в 2,5 км от посёлка Лошкаревка (Софиевский район). По селу протекает пересыхающий ручей с запрудой. Рядом проходят автомобильная дорога Т-0432 и железная дорога, станция Лошкаревка в 3-х км.